# Tucho Méndez
Norberto Doroteo Méndez (Buenos Aires, 5 de enero de 1923-22 de junio de 1998), más conocido como Tucho, fue un futbolista argentino. Es una de las grandes figuras del notable juego desarrollado en los años 40 y uno de los mejores de la historia. Con 17 tantos, es junto a Zizinho el máximo goleador en la historia de la Copa América, que conquistó tres veces.
Era inconfundible por su aspecto, con reluciente jopo y bigote, y su renguera, así como también por su juego. Gambeteador, habilidoso, creativo, ingenioso, imprevisible porque su genio le permitía la acción distinta que desorientaba y confundía a los adversarios. Además de lo que aportaba en su ida y vuelta por la cancha, fue un notable definidor.

## Biografía

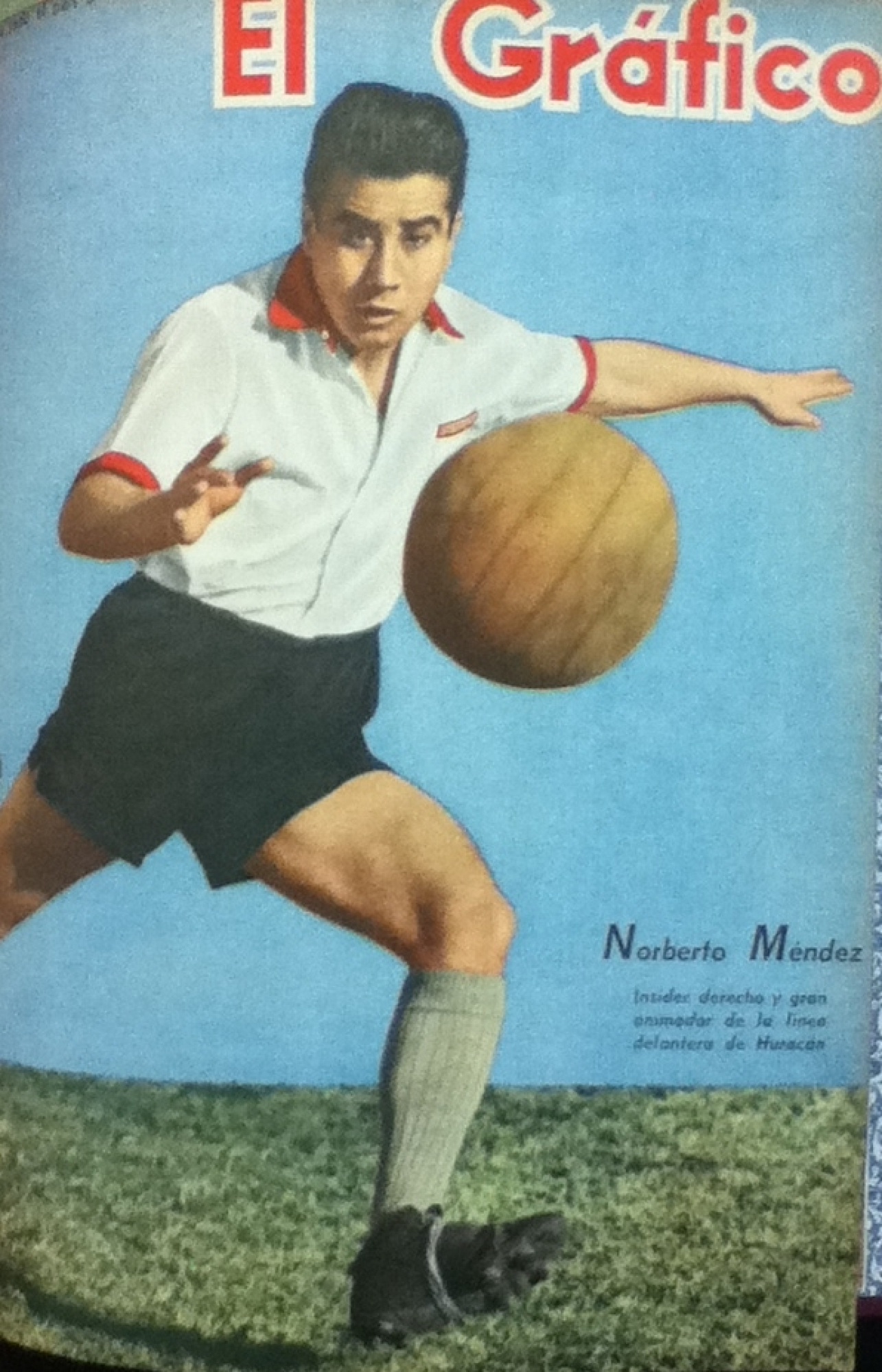
Norberto Tucho Méndez jugando para Huracán en 1944.

Además de los que hizo con la camiseta argentina, convirtió 123 goles en su campaña en Primera División. Hincha de Huracán, surgió en las inferiores del club, para debutar en primera en 1941 y quedar como titular inamovible. Allí integró el terceto central con dos históricos de la institución: Herminio Masantonio y Emilio Baldonedo. Después tuvo como compañero en algunos partidos a Arsenio Erico y en una temporada a Alfredo Di Stéfano, con el que formó la delantera Juan Carlos Salvini, Méndez, Di Stéfano, Llamil Simes y Ferrero o Delfín Unzué.
En 1948 pasó a Racing Club junto con Salvini y Simes en una múltiple y fantástica operación por la que el club pagó una importante suma y cedió 5 jugadores a Huracán. Allí fue parte de la delantera formada por Salvini (luego Mario Boyé), Méndez, Rubén Bravo, Simes y Ezra Sued, y fue la gran figura del equipo que conquistó el tricampeonato de 1949, 1950, y 1951. Tanta fue la idolatría que tuvo en Racing Club que Tucho dijo: "Huracán es mi vieja y Racing mi mujer".[cita requerida] En 1949 actuó en el filme Con los mismos colores dirigido por Carlos Torres Ríos.
En 1955 fue a jugar a Tigre, en donde fue la figura en el histórico sexto puesto de 1955 y en la gira por América de 1956. En 1969 dirigió al club de Victoria 1 partido como interino.  Veterano, en 1957 volvió a su primer amor, Huracán, para dar por concluida su brillante carrera. Boreni, Méndez, Romero, Bellomo y Markarián era la delantera. También allí llegó a jugar con Coco Rossi y Osvaldo Crosta.

## Selección argentina
En una época de notables tercetos delanteros, Tucho Méndez siempre fue titular en grandes equipos de la selección argentina, dirigida por Guillermo Stábile. Le discutió a José Manuel Moreno el liderazgo en su puesto (entreala derecho), y en muchos seleccionados Moreno debió ocupar su antiguo lugar de entreala izquierdo porque Méndez no podía quedar afuera del equipo.
Con 17 tantos, misma cantidad que Zizinho aunque con mejor promedio de gol para el argentino, es el máximo goleador en la historia de la Copa América (antes Campeonato Sudamericano). Fue titular en tres equipos campeones de ese torneo, conformando tres grandes tridentes: en 1945 con René Pontoni y Rinaldo Martino, en 1946 con Adolfo Pedernera y Ángel Labruna, y en 1947 con René Pontoni o Alfredo Di Stéfano y José Manuel Moreno. También fue parte de la gira a Europa de 1951, con Rubén Bravo y Labruna, y al año siguiente con Ricardo Infante y Labruna.
Además, formó parte del plantel argentino que fue Subcampeón en el Campeonato Panamericano 1956.

## Trayectoria
| Equipo              | Temporadas | Partidos | Goles | Promedio |
| ------------------- | ---------- | -------- | ----- | -------- |
| Huracán             | 1940-1947  | 177      | 67    | 0.38     |
| Racing Club         | 1948-1954  | 128      | 47    | 0.37     |
| Tigre               | 1955-1956  | 46       | 7     | 0.15     |
| Huracán             | 1957-1958  | 38       | 11    | 0.29     |
| Selección Argentina | 1945-1955  | 31       | 19    | 0.61     |
| Total en su carrera | 1940-1958  | 420      | 151   | 0.36     |

## Estadísticas
Datos actualizados al fin de la carrera deportiva.
| Huracán Argentina |               |               |     |     |    |     |     |      |      |
| 1.ª | 1939          | 1             | 1   | -   | -  | 1   | 1   | 1,00 |      |
| 1.ª | 1941          | 26            | 5   | 1   | 0  | 27  | 5   | 0.18 |      |
| 1.ª | 1942          | 29            | 7   | 3   | 0  | 32  | 7   | 0.21 |      |
| 1.ª | 1943          | 17            | 4   | 8   | 3  | 25  | 7   | 0.28 |      |
| 1.ª | 1944          | 30            | 10  | 7   | 7  | 37  | 17  | 0.45 |      |
| 1.ª | 1945          | 23            | 13  | 1   | 1  | 24  | 14  | 0.58 |      |
| 1.ª | 1946          | 25            | 8   | 1   | 1  | 26  | 9   | 0.34 |      |
| 1.ª | 1947          | 27            | 9   | -   | -  | 27  | 9   | 0.33 |      |
| 1.ª | 1957          | 20            | 7   | -   | -  | 20  | 7   | 0.35 |      |
| 1.ª | 1958          | 18            | 4   | 10  | 4  | 27  | 9   | 0.33 |      |
| Total club | Total club    | 216           | 68  | 31  | 16 | 247 | 84  | 0.34 |      |
| Racing Club Argentina |               |               |     |     |    |     |     |      |      |
| 1.ª | 1948          | 25            | 15  | 1   | 1  | 26  | 16  | 0.61 |      |
| 1.ª | 1949          | 31            | 14  | 2   | 0  | 33  | 14  | 0.42 |      |
| 1.ª | 1950          | 25            | 11  | 1   | 0  | 26  | 11  | 0.42 |      |
| 1.ª | 1951          | 3             | 0   | -   | -  | 3   | 0   | 0.00 |      |
| 1.ª | 1952          | 18            | 3   | -   | -  | 18  | 3   | 0.17 |      |
| 1.ª | 1953          | 11            | 2   | -   | -  | 22  | 4   | 0.18 |      |
| 1.ª | 1954          | 16            | 3   | -   | -  | 16  | 3   | 0.18 |      |
| Total club | Total club    | 129           | 48  | 4   | 1  | 133 | 49  | 0.36 |      |
| Tigre Argentina |               |               |     |     |    |     |     |      |      |
| 1.ª | 1955          | 25            | 3   | -   | -  | 25  | 3   | 0.12 |      |
| 1.ª | 1956          | 22            | 4   | -   | -  | 22  | 4   | 0.18 |      |
| Total club | Total club    | 47            | 7   | 0   | 0  | 47  | 7   | 0.14 |      |
| Total carrera | Total carrera | Total carrera | 392 | 123 | 35 | 17  | 427 | 140  | 0.32 |
| (1) Incluye datos de la Copa Adrián C. Escobar (1941, 1942, 1944, 1949); Copa de la República (1943, 1944); Copa de Competencia Británica (1944, 1945, 1946, 1948); Copa Dr. Carlos Ibarguren (1950). (2) No incluye goles en partidos amistosos. |               |               |     |     |    |     |     |      |      |

### Selección nacional
| Selección | Año   | Amistoso | Amistoso | Campeonato Sudamericano | Campeonato Sudamericano | Total | Total |
| Selección | Año   | PJ       | G        | PJ                      | G                       | PJ    | G     |
| --------- | ----- | -------- | -------- | ----------------------- | ----------------------- | ----- | ----- |
| Argentina | 1945  | 6        | 2        | 5                       | 6                       | 11    | 8     |
| Argentina | 1946  | -        | -        | 5                       | 5                       | 5     | 5     |
| Argentina | 1947  | -        | -        | 7                       | 6                       | 7     | 6     |
| Argentina | 1950  | 2        | 0        | -                       | -                       | 2     | 0     |
| Argentina | 1951  | 2        | 0        | -                       | 0                       | 2     | 0     |
| Argentina | 1952  | 2        | 0        | -                       | -                       | 2     | 0     |
| Argentina | 1953  | 1        | 0        | -                       | -                       | 1     | 0     |
| Argentina | 1956  | 1        | 0        | -                       | -                       | 1     | 0     |
| Total     | Total | 14       | 2        | 17                      | 17                      | 31    | 19    |

### Anotaciones destacadas
| 1 | 18 de noviembre de 1945 | El Gasómetro, Buenos Aires      | Huracán-Rosario Central         |  | 10 - 4 | 1945 |
| 2 | 6 de noviembre de 1949  | La Bombonera, Buenos Aires      | Huracán-San Lorenzo             |  | 6 - 1  | 1949 |
| 3 | 11 de agosto de 1957    | Tomás Adolfo Ducó, Buenos Aires | Huracán-Estudiantes de La Plata |  | 4 - 1  | 1957 |

## Selección nacional

### Goles en el Campeonato Sudamericano
| #  | Fecha                   | Lugar                   | Rival    | Gol | Resultado |
| -- | ----------------------- | ----------------------- | -------- | --- | --------- |
| 1  | 7 de febrero de 1945    | Santiago, Chile         | Colombia | 3-0 | 9-1       |
| 2  | 7 de febrero de 1945    | Santiago, Chile         | Colombia | 5-0 | 9-1       |
| 3  | 11 de febrero de 1945   | Santiago, Chile         | Chile    | 1-1 | 1-1       |
| 4  | 15 de febrero de 1945   | Santiago, Chile         | Brasil   | 1-0 | 3-1       |
| 5  | 15 de febrero de 1945   | Santiago, Chile         | Brasil   | 2-0 | 3-1       |
| 6  | 15 de febrero de 1945   | Santiago, Chile         | Brasil   | 3-1 | 3-1       |
| 7  | 19 de enero de 1946     | Buenos Aires, Argentina | Bolivia  | 2-0 | 7-1       |
| 8  | 19 de enero de 1946     | Buenos Aires, Argentina | Bolivia  | 3-0 | 7-1       |
| 9  | 2 de febrero de 1946    | Buenos Aires, Argentina | Uruguay  | 3-1 | 3-1       |
| 10 | 10 de febrero de 1946   | Buenos Aires, Argentina | Brasil   | 1-0 | 2-0       |
| 11 | 10 de febrero de 1946   | Buenos Aires, Argentina | Brasil   | 2-0 | 2-0       |
| 12 | 2 de diciembre de 1947  | Guayaquil, Ecuador      | Paraguay | 1-0 | 6-0       |
| 13 | 4 de diciembre de 1947  | Guayaquil, Ecuador      | Bolivia  | 1-0 | 7-0       |
| 14 | 4 de diciembre de 1947  | Guayaquil, Ecuador      | Bolivia  | 3-0 | 7-0       |
| 15 | 25 de diciembre de 1947 | Guayaquil, Ecuador      | Ecuador  | 2-0 | 2-0       |
| 16 | 28 de diciembre de 1947 | Guayaquil, Ecuador      | Uruguay  | 1-0 | 3-1       |
| 17 | 28 de diciembre de 1947 | Guayaquil, Ecuador      | Uruguay  | 2-0 | 3-1       |

## Palmarés

### Campeonatos nacionales
| Título                        | Club        | País      | Año  |
| ----------------------------- | ----------- | --------- | ---- |
| Copa Escobar                  | Huracán     | Argentina | 1942 |
| Copa Escobar                  | Huracán     | Argentina | 1943 |
| Copa de Competencia Británica | Huracán     | Argentina | 1944 |
| Primera División              | Racing Club | Argentina | 1949 |
| Primera División              | Racing Club | Argentina | 1950 |
| Primera División              | Racing Club | Argentina | 1951 |

### Campeonatos internacionales
| Título                  | Equipo              | Sede      | Año  |
| ----------------------- | ------------------- | --------- | ---- |
| Campeonato Sudamericano | Selección Argentina | Chile     | 1945 |
| Campeonato Sudamericano | Selección Argentina | Argentina | 1946 |
| Campeonato Sudamericano | Selección Argentina | Ecuador   | 1947 |

### Distinciones individuales
| Distinción                                                          | Año  |
| ------------------------------------------------------------------- | ---- |
| AFA - Galería de la fama                                            | -    |
| Máximo goleador histórico de la Copa América (con Zizinho)          | -    |
| Máximo goleador del Campeonato Sudamericano (con Heleno de Freitas) | 1945 |